# 前川旦
前川 旦（まえかわ たん、1930年〈昭和5年〉3月10日 - 1986年〈昭和61年〉5月11日）は、日本の政治家。参議院議員（2期）、衆議院議員（3期）。香川県高松市出身。

## 略歴
- 旧制第六高等学校を経て、1953年中央大学法学部卒業[1]。
- 1955年（昭和30年） - 香川県労働金庫勤務。
- 参議院議員森崎隆の秘書を経て、1954年（昭和31年）社会党左派に入党[1]。
- 1965年（昭和40年）7月 - 第7回参議院議員通常選挙香川県選挙区当選。
- 1971年（昭和46年）6月 - 第9回参議院議員通常選挙当選。
- 1974年（昭和49年）5月 - 参議院決算委員長。
- 1977年（昭和52年）7月 - 第11回参議院議員通常選挙落選。
- 1979年（昭和54年）10月 - 成田知巳の後継者として衆院に転じ[1]、第35回衆議院議員総選挙香川1区当選（日本社会党）
- 1980年（昭和55年）6月 - 第36回衆議院議員総選挙当選。
- 1983年（昭和58年）12月 - 第37回衆議院議員総選挙当選。
- 1986年（昭和61年）5月11日 - 現職のまま死去した。56歳没。白菊会会長であり、死後に遺体は香川医科大学の献体第1号として扱われた[2]。同月16日、特旨を以て位記を追賜され、死没日付をもって勲二等正四位に叙され、旭日重光章を追贈された[3]。
  - 5月21日 - 福家俊一が追悼演説を行う[2]。

## 人物
新東京国際空港（現成田国際空港）の一坪共有地の名義人の1人であった。

## 家族
- 父 - 正一（社会大衆党衆議院議員）
- 母 - トミヱ（香川県議会議員）